# 2005 год
2005 (две ты́сячи пя́тый) год  по григорианскому календарю — невисокосный год, начинающийся в субботу. Это 2005 год нашей эры, 5‑й год 1‑го десятилетия XXI века 3‑го тысячелетия, 6‑й год 2000‑х годов. Он закончился 20 лет назад.
| Пн | Вт | Ср | Чт | Пт | Сб | Вс |
|    |    |    |    |    | 1  | 2  |
| 3  | 4  | 5  | 6  | 7  | 8  | 9  |
| 10 | 11 | 12 | 13 | 14 | 15 | 16 |
| 17 | 18 | 19 | 20 | 21 | 22 | 23 |
| 24 | 25 | 26 | 27 | 28 | 29 | 30 |
| 31 |    |    |    |    |    |    |

| Пн | Вт | Ср | Чт | Пт | Сб | Вс |
|    | 1  | 2  | 3  | 4  | 5  | 6  |
| 7  | 8  | 9  | 10 | 11 | 12 | 13 |
| 14 | 15 | 16 | 17 | 18 | 19 | 20 |
| 21 | 22 | 23 | 24 | 25 | 26 | 27 |
| 28 |    |    |    |    |    |    |

| Пн | Вт | Ср | Чт | Пт | Сб | Вс |
|    | 1  | 2  | 3  | 4  | 5  | 6  |
| 7  | 8  | 9  | 10 | 11 | 12 | 13 |
| 14 | 15 | 16 | 17 | 18 | 19 | 20 |
| 21 | 22 | 23 | 24 | 25 | 26 | 27 |
| 28 | 29 | 30 | 31 |    |    |    |

| Пн | Вт | Ср | Чт | Пт | Сб | Вс |
|    |    |    |    | 1  | 2  | 3  |
| 4  | 5  | 6  | 7  | 8  | 9  | 10 |
| 11 | 12 | 13 | 14 | 15 | 16 | 17 |
| 18 | 19 | 20 | 21 | 22 | 23 | 24 |
| 25 | 26 | 27 | 28 | 29 | 30 |    |

| Пн | Вт | Ср | Чт | Пт | Сб | Вс |
|    |    |    |    |    |    | 1  |
| 2  | 3  | 4  | 5  | 6  | 7  | 8  |
| 9  | 10 | 11 | 12 | 13 | 14 | 15 |
| 16 | 17 | 18 | 19 | 20 | 21 | 22 |
| 23 | 24 | 25 | 26 | 27 | 28 | 29 |
| 30 | 31 |    |    |    |    |    |

| Пн | Вт | Ср | Чт | Пт | Сб | Вс |
|    |    | 1  | 2  | 3  | 4  | 5  |
| 6  | 7  | 8  | 9  | 10 | 11 | 12 |
| 13 | 14 | 15 | 16 | 17 | 18 | 19 |
| 20 | 21 | 22 | 23 | 24 | 25 | 26 |
| 27 | 28 | 29 | 30 |    |    |    |

| Пн | Вт | Ср | Чт | Пт | Сб | Вс |
|    |    |    |    | 1  | 2  | 3  |
| 4  | 5  | 6  | 7  | 8  | 9  | 10 |
| 11 | 12 | 13 | 14 | 15 | 16 | 17 |
| 18 | 19 | 20 | 21 | 22 | 23 | 24 |
| 25 | 26 | 27 | 28 | 29 | 30 | 31 |

| Пн | Вт | Ср | Чт | Пт | Сб | Вс |
| 1  | 2  | 3  | 4  | 5  | 6  | 7  |
| 8  | 9  | 10 | 11 | 12 | 13 | 14 |
| 15 | 16 | 17 | 18 | 19 | 20 | 21 |
| 22 | 23 | 24 | 25 | 26 | 27 | 28 |
| 29 | 30 | 31 |    |    |    |    |

| Пн | Вт | Ср | Чт | Пт | Сб | Вс |
|    |    |    | 1  | 2  | 3  | 4  |
| 5  | 6  | 7  | 8  | 9  | 10 | 11 |
| 12 | 13 | 14 | 15 | 16 | 17 | 18 |
| 19 | 20 | 21 | 22 | 23 | 24 | 25 |
| 26 | 27 | 28 | 29 | 30 |    |    |

| Пн | Вт | Ср | Чт | Пт | Сб | Вс |
|    |    |    |    |    | 1  | 2  |
| 3  | 4  | 5  | 6  | 7  | 8  | 9  |
| 10 | 11 | 12 | 13 | 14 | 15 | 16 |
| 17 | 18 | 19 | 20 | 21 | 22 | 23 |
| 24 | 25 | 26 | 27 | 28 | 29 | 30 |
| 31 |    |    |    |    |    |    |

| Пн | Вт | Ср | Чт | Пт | Сб | Вс |
|    | 1  | 2  | 3  | 4  | 5  | 6  |
| 7  | 8  | 9  | 10 | 11 | 12 | 13 |
| 14 | 15 | 16 | 17 | 18 | 19 | 20 |
| 21 | 22 | 23 | 24 | 25 | 26 | 27 |
| 28 | 29 | 30 |    |    |    |    |

| Пн | Вт | Ср | Чт | Пт | Сб | Вс |
|    |    |    | 1  | 2  | 3  | 4  |
| 5  | 6  | 7  | 8  | 9  | 10 | 11 |
| 12 | 13 | 14 | 15 | 16 | 17 | 18 |
| 19 | 20 | 21 | 22 | 23 | 24 | 25 |
| 26 | 27 | 28 | 29 | 30 | 31 |    |

- Международный год физики (резолюция ООН № 58/293).
- Международный год спорта и физического воспитания как средства содействия воспитанию, здоровью, развитию и миру (резолюция ООН № 58/5)[1].
- Международный год микрокредитования (резолюция ООН № 53/197).
- ЮНЕСКО объявлен годом М. А. Шолохова[2].
- Год Азербайджанской Республики в Российской Федерации[3].
- Год Российской Федерации в Республике Армения[4].

## События

### Январь

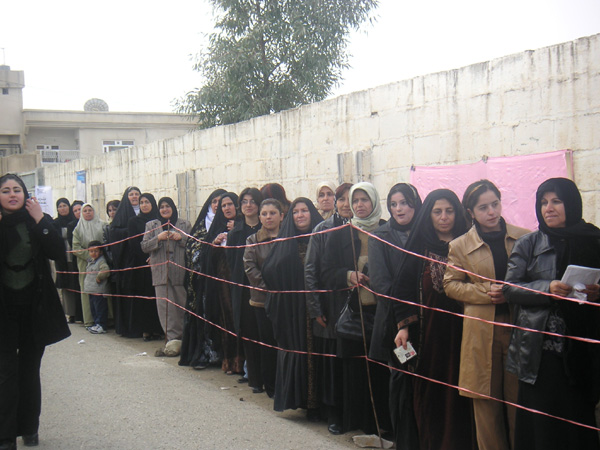
Женщины голосуют на парламентских выборах в Ираке

- 1 января — в России вступил в силу закон о монетизации льгот. Это вызвало акции протеста в Москве, Санкт-Петербурге, Самаре и ряде других городов страны.
- Джинна Гис вернулась домой из больницы и официально стала первым человеком пережившим бешенство без вакцинации[5][6].
- 2 января — в Хорватии прошёл первый тур президентских выборов.
- 3 января — террористами убит губернатор Багдада Али аль-Хаидри.
- 5 января — открытие самой массивной известной карликовой планеты в Солнечной системе под названием Эрида. Была открыта группой под руководством Майкла Брауна благодаря изображениям полученных 21 октября 2003 года в Паломарской обсерватории[7].
- 9 января — Махмуд Аббас избран председателем палестинской национальной администрации.
- Завершение Второй Гражданской войны в Судане спустя 21 год после её начала и подписание Найвашского соглашения и последующий референдум спустя 6 лет давший независимость Южному Судану.
- 12 января — старт зонда «Deep Impact», запущенного с мыса Канаверал, цель миссии которого — протаранить специальным снарядом ядро кометы Темпеля 1[8].
- 13 января — в Эвенкийском автономном округе разбился самолёт Ан-2 рейсом Ванавара — Тура. На борту находились 9 человек, в том числе и заместитель губернатора ЭАО Иван Сафронов.
- 14 января — космический аппарат Huygens совершил посадку на поверхность Титана, самого большого спутника Сатурна[9].
- 16 января — во втором туре президентских выборов в Хорватии победу одержал Степан Месич, набравший 66 % голосов[10].
- 18 января — на сайте Vip.lenta.ru опубликована большая статья Сергея Рублёва «На пути к абсолютному знанию», посвящённая Википедии.[значимость факта?].
- 20 января — Джордж Буш (младший) вступил в должность президента США на второй срок.
- Наблюдение самого интенсивного события солнечной частицы в истории[11].
- 22 января — министр иностранных дел Северной Кореи Ким Ке Гван объявил, что КНДР является ядерной державой.
- 23 января — В. А. Ющенко принял присягу и вступил на пост президента Украины.
- 25 января — в Сатаре, что в 300 км от индийского Мумбая, в результате давки во время паломничества индуистов погибли 257 человек[12].
- 26 января — на западе Ирака разбился американский вертолёт CH-53. Погиб 31 военнослужащий США[13].
- 30 января — первые парламентские выборы в Ираке после свержения Социалистической партии Ирака (Баас) возглавляемой Саддамом Хуссейном.

### Февраль
- 1 февраля — была основана южнокорейская звукозаписывающая развлекательная компания «Big Hit Entertainment».
- 3 февраля — под Кабулом разбился Boeing 737—200 компании Kam Air, погибли 104 человека. Крупнейшая авиакатастрофа в Афганистане.
- 7 февраля 
  - Вышел указ президента Азербайджана Ильхама Алиева о деноминации маната[14].
  - Эллен Макартур (Великобритания) установила новый мировой рекорд по кругосветному плаванию в одиночку на парусном тримаране — 71 сутки 14 часов 18 минут и 33 секунды. Она была в пути с 28 ноября 2004 года.
- 10 февраля — Корейская Народно-Демократическая Республика объявила, что она обладает ядерным оружием.
- 14 февраля
  - Погиб ливанский политический деятель Рафик Харири, начало массовых акций протеста за вывод сирийских войск с территории Ливана. По аналогии с цветными революциями на постсоветском пространстве акции получили название «революция кедров» (или «кедровая революция»).
  - Стив Чен, Чад Хёрли и Джавед Карим основали в США видеохостинг «YouTube».
- 16 февраля — вступил в силу Киотский протокол, без поддержки США и Австралии.
- 16—20 февраля — Чемпионат Европы по биатлону 2005 (Новосибирск, Россия).
- 20 февраля — начало вещания телеканала «Звезда».
- 28 февраля — в Голливуде прошла церемония вручения премий Оскар. Пять золотых статуэток получил фильм «Авиатор», четыре Оскара — фильм «Девушка на миллион долларов» с Клинтом Иствудом.

### Март
- 1 марта — сбор средств в фонд «Викимедиа» завершён. За 12 дней удалось собрать 94 649 долларов.
- 2 марта — лунный зонд «SMART-1» вышел на рабочую орбиту.
- 4 марта — миллионер Стив Фоссетт облетел вокруг Земли на самолёте за 67 часов без дозаправки, тем самым побив мировой рекорд.
- 6 марта — начало вещания телеканала «Домашний».
- 8 марта — Вторая чеченская война: ликвидирован президент Ичкерии Аслан Масхадов.
- 9 марта — Президенту Польши Александру Квасьневскому присвоено звание почётного доктора (honoris causa) Вильнюсского университета за заслуги в расширении стратегического партнёрства Литвы и Польши, в содействии укреплению взаимного доверия литовского и польского народов и развитию научных связей высших школ Литвы и Польши.
- 14 марта — почти 1 млн человек собрались в Бейруте на оппозиционный митинг, спустя месяц после смерти премьер-министра Рафика Харири. Это самый крупный митинг за всю историю Ливана.
- 16 марта — катастрофа Ан-24 в посёлке Варандей.
- 21 марта — массовое убийство в школе Ред-Лейка.
- 24 марта
  - Кризис власти в Кыргызстане достиг своего пика. 15 тысячам митингующих удалось штурмом взять здание на центральной площади Бишкека «Ала-Тоо». Президент Аскар Акаев бежал. Эти события были названы «Тюльпановой революцией». Она стала третьей «цветной революцией» на постсоветском пространстве.
- 28 марта — вынесен обвинительный приговор Таганского райсуда города Москвы (федеральный судья Владимир Прощенко) против руководителя Сахаровского центра Юрия Самодурова, организовавшего выставку «Осторожно, религия!»[15].

### Апрель
- 2 апреля — в Санкт-Петербурге открылась новая станция метрополитена «Комендантский проспект».
- 3 апреля — совершено вооружённое нападение на тюрьму Абу-Грейб (Ирак). Ответственность за атаку взяла на себя исламистская организация «Аль-Каида».
- 5 апреля — Аскар Акаев сложил с себя полномочия президента Кыргызстана.
- 6 апреля — Президентом Ирака избран бывший лидер курдских повстанцев Джалал Талабани; вице-президентами — шиит Адель Абдул Махди и суннит Гази Аль-Явар.
- 13 апреля — Сенат США одобрил кандидатуру Майкла Гриффина на посту главы NASA, ранее участвовавшего в программе СОИ («звёздные войны»). Голосование было проведено на день раньше запланированного срока по инициативе сенаторов.
- 15 апреля
  - Старт космического корабля Союз ТМА-6. Экипаж старта — С. К. Крикалёв, Дж. Филлипс (США) и Р. Виттори (Италия).
  - Компания «Microsoft» объявила о том, что в настоящее время ведётся работа над тем, чтобы информацию в «Encarta» смог редактировать практически любой желающий.
- 17 апреля
  - В Красноярском крае, в Таймырском и Эвенкийском автономных округах прошёл референдум по объединению в единый субъект РФ с 2007 года.
  - Российский пилотируемый космический корабль «Союз ТМА-6» с космонавтами 11-й основной экспедиции и итальянским астронавтом на борту пристыковался в 6 часов 20 минут (московское летнее время) к Международной космической станции.
- 18 апреля — Компания Adobe Systems приобрела Macromedia Inc. за $3,4 млрд.
- 19 апреля — глава Конгрегации по вопросам вероучения Йозеф Алоиз Ратцингер избран новым папой римским под именем Бенедикт XVI.
- 20 апреля
  - Итальянский премьер-министр Сильвио Берлускони вручил прошение о своей отставке итальянскому президенту Карло Чампи.
  - В Тегеранском аэропорту «Мехрабад» совершил аварийную посадку самолёт Боинг-707. 3 человека погибли и десятки получили ранения. Во время совершения посадки при соприкосновении со взлётно-посадочной полосой разорвалась и загорелась резина шасси, загорелся левый двигатель, сам самолёт выехал с полосы посадки в сторону близлежащей речки, сильно пострадал корпус авиалайнера[16][17].
- 21 апреля
  - В провинции Гуджарат недалеко от г. Барода (Индия) пассажирский поезд столкнулся с товарным составом. Десятки жертв[18].
  - В Ираке сбит транспортный вертолёт Ми-8. Все девять человек (три члена экипажа и шесть гражданских пассажиров), находившихся на его борту, погибли. Вертолёт, направлявшийся на север от Багдада, сбит реактивной гранатой[19].
  - В рамках саммита министров иностранных дел стран НАТО, проходящего с 20 апреля в Вильнюсе, Россия и НАТО подписали Соглашение о статусе войск.
  - Компания AMD начала поставки двухъядерных процессоров Opteron.
- 23 апреля
  - Премьера Comedy Club на ТНТ.
  - Появляется самое первое видео на YouTube.
- 25 апреля 
  - В 2 часа 08 минут (московское летнее время) совершил посадку космический корабль «Союз ТМА-5» с международным экипажем на борту.
  - Крушение в Амагасаки: из-за превышения скорости пригородный поезд сошёл с рельс и врезался в жилой дом, погибли 107 человек.
- 29 апреля — в Пекин на встречу с вождём Коммунистической партии Китая Ху Цзиньтао прибыл Лянь Чжань, лидер тайваньской партии Гоминьдан.

### Май
- 2 мая — у побережья Гондураса потерпел аварию самолёт президента страны Рикардо Мадуро. Обошлось без жертв.
- 3 мая — взрыв на военном складе Афганистана (деревня Башгах, провинция Баглан, 125 км от Кабула). 28 человек погибли, более 70 получили ранения.
- 4 мая — браузер Firefox скачан более 50 млн раз.
- 5 мая
  - Выборы в парламент Великобритании в третий раз подряд выиграла Лейбористская партия.
  - В американском городе Нью-Йорк недалеко от британского посольства взорвались две самодельные бомбы[20].
  - Конгресс США выделяет средства «на поддержку демократии» на Украине (60 млн долл.) и в Белоруссии (5 млн долл.). За выделение средств проголосовали 368 конгрессменов, против — 58.
  - Узбекистан заявляет о выходе из ГУУАМ.
  - Футбольный клуб ЦСКА (Москва) вышел в финал Кубка УЕФА.
- 9 мая - торжественные мероприятия в честь 60-летия Победы в Великой Отечественной войне.
- 10 мая — В Москве прошёл саммит Россия-ЕС.
- 13 мая — Вооружённый мятеж в Узбекистане: захвачена тюрьма города Андижан, на свободе оказались более 4000 заключённых.
- 15 мая — Чехия становится чемпионом мира по хоккею 2005 года. В финальном матче команда Чехии выиграла у команды Канады со счётом 3:0.
- 15—17 мая — II форум приграничных регионов Казахстана и России (Челябинск, Россия)[21].
- 17 мая
  - В Киеве состоялось официальное открытие фестиваля «Евровидения».
  - Начало судебного процесса над террористом Нурпашой Кулаевым[22].
- 18 мая
  - Владимир Путин подписал закон, согласно которому выборы в Госдуму будут проходить только по пропорциональной системе и места в парламенте получают партии, преодолевшие 7-процентный барьер.
  - Лиссабон. Финал Кубка УЕФА 2004/2005. ЦСКА (Москва) — «Спортинг» (Лиссабон) 3:1. Российский клуб впервые (если не учитывать трофеи клубов СССР) в истории выиграл европейский турнир.
  - Получена первая партия упрощённого варианта микропроцессоров «Эльбрус 2000» (известных также как Е2K) под названием E3М. Этот микропроцессор разработан в ЗАО «МЦСТ» по передовой, не имеющей аналогов, архитектуре EPIC (архитектура явного параллелизма).
- 25 мая
  - Авария в энергосистеме в Москве. Произошло крупномасштабное отключение электричества на юге Москвы, а также в 25 городах Подмосковья, в Тульской области, Калужской области. На некоторых особо опасных производствах произошли аварии.
  - Стамбул. Финал Лиги Чемпионов 2004/2005. «Ливерпуль», пропустив к перерыву три безответных мяча от «Милана», во втором тайме сумел отыграться и одержал победу в серии пенальти (3:3 в основное и добавленное время, 3:2 по пенальти).
  - Вступил в эксплуатацию нефтепровод Баку-Тбилиси-Джейхан.
- 26 мая — Впервые в истории вертолёт достиг самой высокой точки планеты — вершины горы Эверест и совершил посадку на этом «пике мира». За штурвалом вертолёта компании «Еврокоптер» находился французский пилот Дидье Дельсаль.
- 29 мая — на референдуме во Франции большинство проголосовало против Европейской конституции.
- 31 мая — В Москве завершился самый громкий судебный процесс пост-советской истории России. Руководители и совладельцы нефтяной компании ЮКОС Михаил Ходорковский и Платон Лебедев осуждены на девять лет лишения свободы в колонии общего режима.

### Июнь
- 1 июня
  - В Бишкеке (Кыргызстан) толпа взяла штурмом здание Верховного суда, но вскоре протестующие покинули здание через чёрный ход.
  - Премьер-министром Франции стал Доминик де Вильпен.
- 2 июня — более 60 % проголосовавших на референдуме в Нидерландах высказались против Европейской конституции.
- 5 июня — Швейцарцы в ходе референдума одобрили присоединение к Шенгенскому соглашению.
- 7 июня — Новым главой Республики Северная Осетия — Алания Таймураз Мамсуров. Предложенная президентом России, его кандидатура была утверждена местным парламентом единогласно.
- 10 июня — в Хабаровске создана духовная семинария — высшее учебное заведение Московского Патриархата для подготовки священнослужителей.
- 14 июня — на Олимпийском стадионе в Афинах, ямайский спринтер Асафа Пауэлл (Asafa Powell) установил новый мировой рекорд в беге на 100 метров — 9,77 сек. Пауэлл превзошёл рекорд американца Тима Монтгомери (Tim Montgomery) на одну сотую секунды.
- 16 июня — после оглашения выводов комиссии по служебной этике о конфликте служебных и частных интересов в деятельности министра экономики Литвы Виктора Успасских, лидера Трудовой партии, он заявил об уходе в отставку.
- 28 июня
  - В газете «Известия» было опубликовано «Обращение деятелей культуры, науки, представителей общественности в связи с приговором, вынесенным бывшим руководителям НК ЮКОС» с осуждением попыток придать политический характер приговору суда по делу ЮКОСа.
  - Франция заявила о грядущем строительстве термоядерного реактора в устье Роны.

### Июль
- 4 июля в 05:45 UTC снаряд экспедиции Deep Impact произвёл столкновение с кометой Темпеля 1.
- 6 июля в 15:45 МСК в рамках 117-й сессии Международного олимпийского комитета (МОК) в Сингапуре объявлено, что Лондон примет XXX Олимпиаду в 2012.
- 7 июля — в столице Великобритании Лондоне произошла серия взрывов в вагонах метро и городских автобусах. Жертвами террористического акта стали 56 человек.
- 7—8 июля в шотландском городе Глениглс (Gleneagles) состоялась ежегодная встреча руководителей восьми ведущих стран мира (Саммит G8). В повестке дня — обсуждение:
  - проблем, связанных с ростом цен на нефть
  - вопросов, связанных с изменением климата из-за возрастающего выброса в атмосферу промышленных газов
  - проблемы долгов беднейших стран мира.
- 15 июля — вошла в оборот купюра номиналом в 100 000 белорусских рублей.
- 16 июля — в окрестностях Малабо (Экваториальная Гвинея) потерпел катастрофу Ан-24Б компании Equatorial Express Airlines, в результате чего погибли 60 человек.
- 22 июля — Майкрософт дала название новой версии своей операционной системы — «Windows Vista», ранее известной под кодовым названием Longhorn.
- 23 июля
  - В курортном египетском городе Шарм-эш-Шейх, популярном среди иностранных туристов, произошло три взрыва в местах скопления туристов, в результате чего погибло более 80 и ранено около 200 человек. Ответственность за акцию взяла на себя исламистская группировка Аль-Каида, теракт признан крупнейшим в новейшей истории Египта.
  - Россиянка Елена Исинбаева установила новый рекорд по прыжкам в высоту с шестом, преодолев высоту 5 метров.
- 24 июля
  - Лэнс Армстронг стал первым гонщиком, выигрывавшим велогонку Тур де Франс на протяжении 7 лет подряд.
  - В Москве убит руководитель «Центра американского английского» 35-летний Вардан Кушнир. В рунете он был известен как самый крупный спамер.
- 26 июля — 114-й старт (STS-114) по программе Спейс Шаттл. 31-й полёт шаттла Дискавери. Экипаж — Эйлен Коллинз, Джеймс Келли, Стефен Робинсон, Эндрю Томас, Уэнди Лоуренс, Чарльз Камарда, Соити Ногути (Япония).
- 28 июля — начало вещания Спас.
- 29 июля — объявлено об открытии трёх новых крупных объектов пояса Койпера, один из которых (2003 UB313) превышает по размерам Плутон.

### Август
- 1 августа
  - Основан Внешторгбанк-24 (с 2006 года ВТБ-24).
  - Скончался король Саудовской Аравии Фахд ибн Абдель Азиз ас-Сауд. Престол занял его брат Абдулла.
- 2 августа — в международном аэропорту Пирсон (Торонто) потерпел аварию Airbus А340. Пострадали 43 пассажира, погибших нет.
- 4 августа
  - Во Франкфурте-на-Майне открылась первая международная конференция Wikimania 2005. Конференция завершилась 8 августа.
  - В 100 км от Петропавловска-Камчатского затонул СГА «АС-28» типа «Приз» Тихоокеанского флота России с 7 военными моряками на борту. 7 августа моряки были спасены.
- 5 августа 
  - Борис Березовский продал «Независимую газету» помощнику главы Минэкономразвития Константину Ремчукову.
- 6 августа — Катастрофа ATR 72 возле Палермо, 16 погибших.
- 7—15 августа — в Каракасе (Венесуэла) прошёл XVI Всемирный фестиваль молодёжи и студентов.
- 8 августа
  - Иран возобновил программу обогащения урана и отказался от переговоров с ЕС. Начало эскалации кризиса вокруг иранской ядерной программы.
  - Валерий Шанцев наделён полномочиями губернатора Нижегородской области.
- 9 августа
  - В 16 часов 12 минут (мск), на базе ВВС США Эдвардс (Калифорния), успешно приземлился Спейс Шаттл «Дискавери» (STS-114).
  - В связи с нарушениями, допущенными при реализации гуманитарной программы помощи Ираку «Нефть в обмен на продовольствие» лишён дипломатической неприкосновенности и арестован российский дипломат Александр Яковлев. По всем трём пунктам обвинения он признал себя виновным и был отпущен под залог в размере 400 тыс. долларов и подписку о невыезде.
- 14 августа — в 40 км от Афин разбился пассажирский самолёт Боинг-737 компании Helios Airways. Самолёт столкнулся с горой, экипаж (6 человек) и все пассажиры (115 человек) погибли.
- 15 августа — В Хельсинки завершился 10-й чемпионат мира по лёгкой атлетике, наибольшее количество медалей завоевали представители США.
- 16 августа
  - Российский космонавт Сергей Крикалёв превзошёл рекорд суммарной продолжительности пребывания в космосе.
  - На территории Венесуэлы во время урагана разбился самолёт McDonnell Douglas MD-82 колумбийской авиакомпании West Caribbean Airways, погибли 160 человек.
- 17 августа — Израиль объявил о выводе своих поселений из сектора Газа для реализации плана «одностороннего размежевания» с палестинцами. Впоследствии, несмотря на ненасильственное сопротивление поселенцев, они были эвакуированы, а поселения (за исключением синагог) — уничтожены с помощью строительной техники.
- 18 августа — в Астраханской области произошли калмыцко-чеченские межэтнические столкновения, начавшиеся с осквернения чеченцами памятника, установленного погибшему в ходе Второй Чеченской войны военнослужащему
- 23 августа — под Пукальпой потерпел катастрофу Boeing 737—222 Advanced компании TANS Perú, погибли 40 из 98 человек на борту.
- 23 августа—31 августа — Ураган «Катрина», один из наиболее разрушительных ураганов в истории США. Особенно сильно пострадал Новый Орлеан и его окрестности, которые оказались затоплены. Точное количество жертв на начало сентября неизвестно, но количество пропавших без вести оценивается в цифру около 30 тыс. человек.
- 26 августа
  - Саммит глав СНГ в Казани.
  - Состоялся футбольный матч за Суперкубок УЕФА между ФК ЦСКА (Москва, Россия) и ФК Ливерпуль (Англия). Ливерпуль выиграл со счётом 3:1 после дополнительного времени.
- 31 августа — в Багдаде во время религиозных мероприятий на мосту через реку Тигр вспыхнула паника. Из-за слуха о террористах-самоубийцах в давке погибли более 1000 человек[12].

### Сентябрь
- 1 сентября — включение в эфир новой радиостанции Юмор FM в Москве на частоте 88.7 FM.
- 5 сентября — катастрофа Boeing 737 в Медане (Индонезия). 149 жертв, в том числе 49 на земле.
- 8 сентября — Президент Украины Виктор Ющенко отправил в отставку правительство Юлии Тимошенко и секретаря Совета национальной безопасности и обороны Петра Порошенко. Председателем правительства назначен Юрий Ехануров.
- 14—22 сентября — взрывы в Витебске (2005).
- 17 сентября — выход студийного альбома Playing the Angel группы Depeche Mode.
- 18 сентября — Парламентские выборы в Германии, формирование «большой коалиции» во главе с Ангелой Меркель.
- 19—30 сентября — прошла первая всероссийская ежегодная благотворительная кампания «Сухая попа».
- 21 сентября — аварийная посадка A320 в Лос-Анджелесе.
- 25 сентября — прошли парламентские выборы в Польше. Победила партия Ярослава Качиньского «Право и Справедливость» (пол. Prawo i Sprawiedliwość) с результатом 26,99 %, на втором месте «Гражданская Платформа» (пол. Platforma Obywatelska) Дональда Туска — 24,14 %, затем «Самооборона» Анджея Леппера — 11,41 %.

### Октябрь
- 1 октября — старт космического корабля Союз ТМА-7 с международным экипажем.
- 3 октября — Солнечное затмение. Кольцеобразное затмение наблюдалось на территории Португалии, Испании, стран северной Африки. На территории европейской части России затмение было частичным. В Москве затмение началось в 12:50 и окончилось в 14:28, максимум в 13:39, фаза 0,18. Таблицу времён затмения по городам России можно посмотреть здесь: .
- 4 октября — Нобелевскую премию по физике за 2005 год получили: Рой Глаубер (англ. Roy J Glauber)(Гарвардский Университет, США) за развитие основ квантовой оптики; Теодор Хенш (нем. Theodor Wolfgang Hänsch)(Макс Планк Институт квантовой оптики, Германия) и Джон Холл (англ. John Hall) (Университет Колорадо, США) за вклад в развитие сверх точной лазерной спектроскопии.
- 8 октября — в Пакистане произошло землетрясение с магнитудой 7,6 по шкале Рихтера. Оно стало самым сильным за всё время сейсмических наблюдений в Южной Азии. По официальным данным, погибли более 73 тысячи человек, в их числе 17 тысяч детей. По некоторым оценкам, число погибших составило более 100 тысяч человек. Более трёх миллионов пакистанцев остались без крова[23].
- 9 октября — в Польше состоялся первый тур президентских выборов. Во второй тур вышли Дональд Туск из правоцентристской «Гражданской платформы» и Лех Качинский от националистической партии «Право и справедливость».
- 11 октября — приземлился космический корабль «Союз ТМА-6» с международным экипажем.
- 12 октября — старт Шэньчжоу-6 (Китай). Экипаж — Фэй Цзюньлун, Не Хайшэн. Продолжительность полёта — 4 дня 19 часов.
- 13 октября
  - Чеченские боевики совершили нападение на Нальчик. Атака была подавлена только на следующий день. В результате боевых действий погибло 47 человек, в том числе 35 сотрудников правоохранительных органов.
  - Лауреатом Нобелевской премии по литературе за 2005 стал английский писатель и драматург Гарольд Пинтер.
  - Сыграв в предпоследнем туре Чемпионата мира по шахматам вничью с Рустамом Касымджановым, болгарский гроссмейстер Веселин Топалов набрал 9,5 очков и стал недосягаем для соперников.
- 16 октября — «Шэньчжоу-6» успешно приземлился.
- 19 октября — начало судебного процесса над Саддамом Хусейном и рядом его сподвижников[24].
- 21 октября — анти-христианский бунт в Египте.
- 22 октября — катастрофа Boeing 737 в Лагосе, 117 погибших.
- 23 октября — второй тур президентских выборов в Польше, победа Леха Качиньского.
- 28 октября — начало массовых беспорядков во Франции, которые продолжались несколько недель.
- 31 октября — в США активно обсуждалась «проблема» религии для науки. Учёные недовольны тем, что в учебниках по биологии планируется одновременно с изложением теории Дарвина указывать на то, что она не является установленным фактом[25].

### Ноябрь
- 1 ноября
  - Начал работу русскоязычный раздел Викиновостей[26].
  - С полигона Капустин Яр в Астраханской области проведён успешный испытательный пуск ракеты «Тополь-М» с новой головной частью. Этот запуск стал шестым в рамках испытания системы, создаваемой для противоракетной обороны.
- 4 ноября — в Москве прошёл «Русский Марш».
- 6 ноября — столица Мьянмы перенесена в Нейпьидо.
- 9 ноября) — с космодрома Байконур успешно стартовала ракета-носитель «Союз-ФГ» с межпланетной станцией «Венера Экспресс».
- 21 ноября — Генеральная Ассамблея ООН на 60-й сессии приняла без голосования резолюцию № 60/7 «Память о Холокосте»[27].
- 29 ноября — центральная избирательная комиссия Украины зарегистрировала инициативные группы для проведения референдума по вопросам вступления страны в НАТО и ЕЭП[28].

### Декабрь
- 1 декабря — образован новый регион России — Пермский край, в результате слияния Пермской области и Коми-Пермяцкого автономного округа в соответствии с результатами референдума, проведённого в 2004 году.
- 2 декабря — американская национальная лаборатория им. Лоуренса в Ливерморе запатентовала беспилотный аппарат, приводимый в движение двигателем Стирлинга. Инженеры полагают, что силовая установка со стирлингом позволит разведывательному самолёту находиться в воздухе неограниченно долго.
- 4 декабря
  - в Москве прошли выборы в Московскую городскую думу. В итоге в Мосгордуме оказались 28 представителей «Единой России», 4 — КПРФ, 3 — «Яблока».
  - прошли президентские выборы в Казахстане, на которых был переизбран действующий президент Нурсултан Назарбаев.
- 8 декабря
  - Президент Ирана Махмуд Ахмадинежад начал серию выступлений против Израиля, ставя под сомнение существование Холокоста и вообще право на существование Израиля на карте мира. Такая позиция вызвала бурю протеста на Западе[29].
  - Государства—участники Женевских конвенций приняли Третий дополнительный протокол, устанавливающий дополнительную эмблему — красный кристалл. Дополнительным протоколом III была принята эмблема, лишённая какого-либо религиозного, культурного или политического значения; которая обладает таким же правовым статусом, как и красный крест и красный полумесяц, и может быть использована на тех же условиях[30].
  - Последний день эксплуатации паровозов в Китае. На Цзитунской железной дороге были потушены последние паровозные котлы.
  - При посадке в чикагском аэропорту Мидуэй самолёт Boeing 737-7H4 компании Southwest Airlines выкатился с полосы на шоссе. Погиб 6-летний мальчик, ехавший в машине, на которую упал самолёт. В истории Southwest Airlines это первое событие с человеческими жертвами.
- 9 декабря — последний день эксплуатации знаменитых лондонских двухэтажных автобусов — «Рутмастеров».
- 10 декабря — авиакатастрофа McDonnell Douglas DC-9 в Нигерии. Из 110 человек на борту выжили 2.
- 15 декабря — выборы в Совет представителей Ирака.
- 19 декабря — Grumman G-73T Turbine Mallard разбился при взлёте в Майами.

## Вымышленные события
- В 2005 году происходят события мультфильма «Трансформеры».
- В 2005 году происходят события сериала «В поисках Аляски»[значимость факта?].

## Родились
См. также: Категория:Родившиеся в 2005 году

### Январь
- 21 января — Райан Леонард, игрок сборной США по хоккею с шайбой, нападающий. Двукратный чемпион мира (2024 и 2025) среди молодёжных команд, чемпион мира среди юниоров (2023).

### Апрель
- 29 апреля — Дипангкорн Расмичоти, сын короля Таиланда Рамы X, наследный принц.

### Октябрь
- 15 октября — Кристиан, старший сын кронпринца Фредерика, внук королевы Дании Маргрете II.
- 25 октября — Ваня Дмитриенко, российский певец, музыкант.
- 31 октября — Леонор, старшая дочь короля Испании Филиппа VI, наследная принцесса.

## Скончались
См. также: Категория:Умершие в 2005 году
- 17 декабря — Хальянд Удам, эстонский востоковед и переводчик.

## Персоны года
Человек года по версии журнала Time — «Добрые самаритяне» (Певец Боно (Пол Дэвид Хьюсон) и супруги Билл и Мелинда Гейтсы).

## Нобелевские премии
- Физика — Рой Глаубер, Джонн Холл и Теодор Хенш.
- Химия — Роберт Граббс, Ричард Шрок и Ив Шовен.
- Медицина и физиология — Ричард Аксель и Линда Бак.
- Экономика — Финн Кюдланд и Эдвард Прескотт.
- Литература — Гарольд Пинтер.
- Премия мира — Международному Агентству по Атомной Энергии (МАГАТЭ) и его главе Мохаммеду эль-Барадеи, «за их вклад в предотвращение использования ядерной энергии в военных целях и за вклад в обеспечение использования ядерной энергии в мирных целях наиболее безопасным (и возможным) способом».

## 10 богатейших людей (по версии журнала Forbes)
| №  | Имя фамилия                       | Возраст                       | Состояние, млрд.$ | Гражданство       | Изменение рейтинга |
| -- | --------------------------------- | ----------------------------- | ----------------- | ----------------- | ------------------ |
| 1  | Билл Гейтс                        | 49                            | 46,9              | США               | 0                  |
| 2  | Уоррен Баффет                     | 74                            | 44                | США               | 0                  |
| 3  | Лакшми Миттал                     | 65                            | 24                | Индия             | +59                |
| 4  | Карлос Слим Элу                   | 65                            | 23,8              | Мексика           | +13                |
| 5  | принц аль-Валид ибн Талал ас-Сауд | 48                            | 23,7              | Саудовская Аравия | −1                 |
| 6  | Ингвар Кампрад                    | 91 (умер 27 января 2018 года) | 23                | Швеция            | +7                 |
| 7  | Пол Аллен                         | 52                            | 21                | США               | −2                 |
| 8  | Карл Альбрехт                     | 85                            | 18,5              | Германия          | −5                 |
| 9  | Лоуренс Элисон                    | 60                            | 18,4              | США               | +3                 |
| 10 | Сэмюэл Робсон Уолтон              | 61                            | 18,3              | США               | 0                  |

## 2005 год в фотографиях

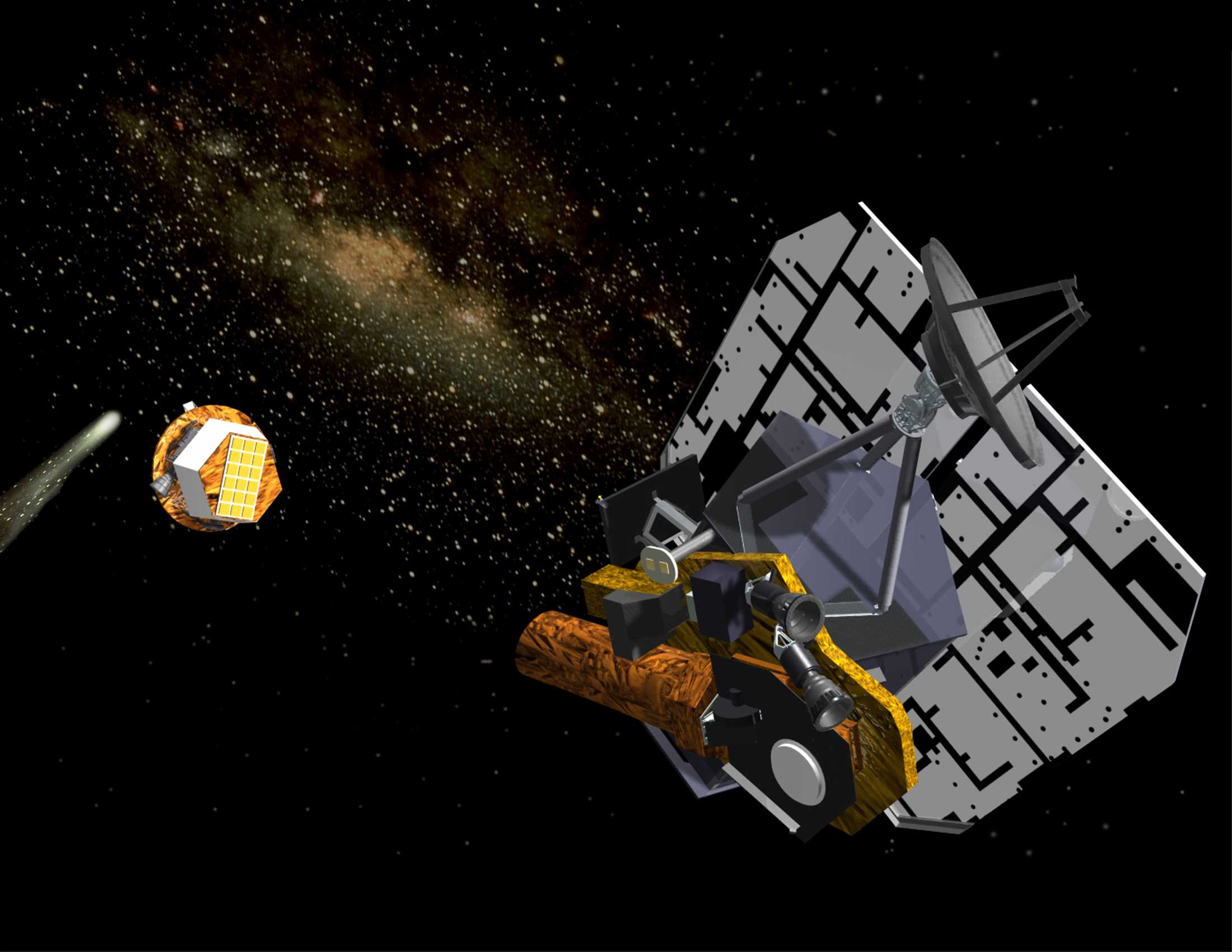
Старт космического аппарата «Дип импакт»
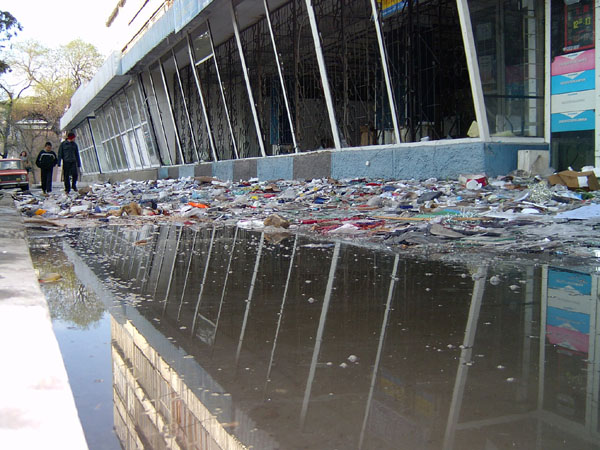
Кризис власти в Кыргызстане, «Тюльпановая революция»
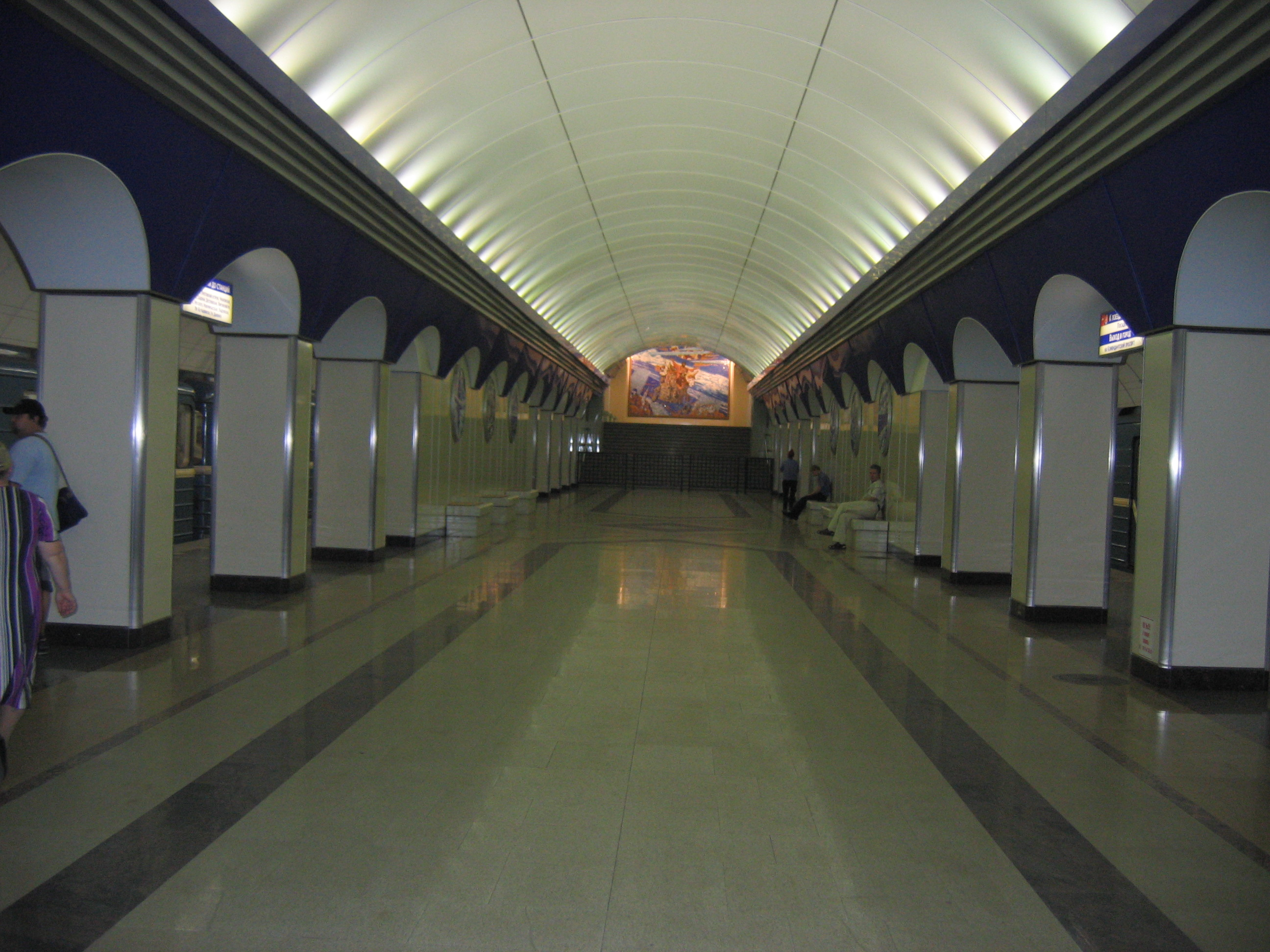
В Санкт-Петербурге открылась станция метро Комендантский проспект
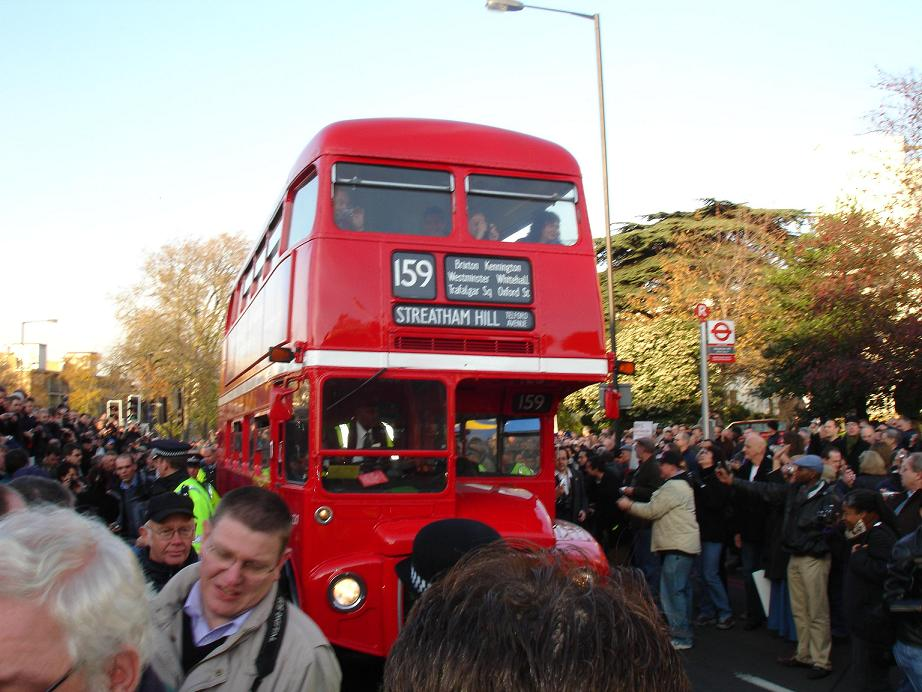
Снятие с эксплуатации двухэтажных автобусов Рутмастер (использовались в 1956—2005 годах)
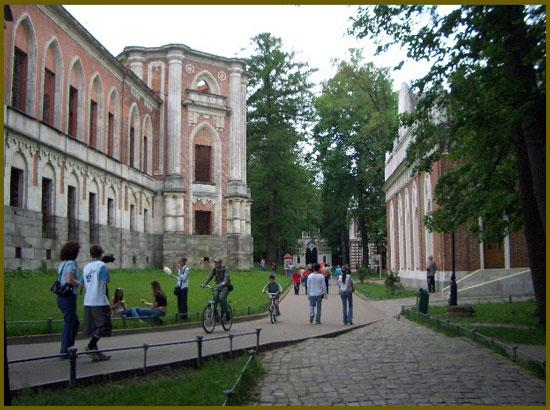
В Царицыно, 2005 год, незадолго до начала масштабной реставрации 2006—2007 годов